# Negeta contrariata
Negeta contrariata är en fjärilsart som beskrevs av Walker 1862. Negeta contrariata ingår i släktet Negeta och familjen trågspinnare. Inga underarter finns listade i Catalogue of Life.